# Delft (Zuid-Afrika)
Delft is een township gelegen aan de rand van Kaapstad, Zuid-Afrika. De township ligt net naast Cape Town International Airport, Belhar, Blue Downs, Site C en Khayelitsha. 

## Geschiedenis
Delft is gesticht in 1989 voor het onderbrengen van kleurlingen en zwarten. Daarmee was het een van de eerste gemengde townships in Zuid-Afrika.

## Ligging en bevolking
Delft ligt ongeveer 34 km ten noordoosten van Kaapstad en ongeveer 7,5 km van Bellville. In 2000 woonden er tussen de 25.000 en 92.000 mensen. 
Volgens statistieken uit 2001 wonen in Delft 73% kleurlingen  en 25% zwarte Afrikanen, bijna geen blanken en 1% Indiërs.  De meest gesproken talen zijn Afrikaans en Xhosa. Engels wordt veelal gebruikt als tweede taal. De meerderheid van de bevolking heeft geen diploma.  Het officiële werkloosheidspercentage ligt op 43%, maar dat ligt in werkelijkheid waarschijnlijk veel hoger.
Delft is onderverdeeld in zes wijken, namelijk The Hague, Roosendal, Voorbrug, Eindhoven, Leiden en Delft South.  De eerste drie worden voornamelijk bevolkt door kleurlingen. Eindhoven is gemengd van samenstelling en in Delft South en Leiden wonen vooral zwarte mensen. Een nieuwe wijk 'The Symphony Project' is in aanbouw.
De meeste woningen bestaan uit sociale woningbouw.